# Římskokatolická farnost Rozsochy
Římskokatolická farnost Rozsochy je územním společenstvím římských katolíků v rámci žďárského děkanství brněnské diecéze s farním kostelem svatého Bartoloměje.

## Historie farnosti
Nejstarší dosud známou zmínkou o vsi, respektive jejím kostele, je listina z roku 1285, jíž kde je jako jeden ze svědků uveden rozsošský farář Jan. Lze tedy předpokládat, že v tomto roce již byla v Rozsochách fara a kostel. Výrazné změny nastaly od 60. let 18. století, kdy začala barokní přestavba chrámu. V roce 1763 došlo k obnovení zdejší farnosti, o tři roky později byl kostel znovu vysvěcen. Při 240. výročí znovuvysvěcení kostela – 19. srpna 2006 – požehnal arcibiskup Karel Otčenášek nový zvon a obecní symboly – prapor a znak. 

## Duchovní správci
Administrátorem excurrendo je od 1. srpna 2012 R. D. Mgr. Martin Pernička.

## Bohoslužby
| Kostel              | Místo    | Bohoslužba (den) | Hodina                         | Poznámka     |
| ------------------- | -------- | ---------------- | ------------------------------ | ------------ |
| svatého Bartoloměje | Rozsochy | neděle čtvrtek   | 9.15 17.30 (zima)/18.30 (léto) | farní kostel |

## Aktivity ve farnosti
Dnem vzájemných modliteb farností za bohoslovce a bohoslovců za farnosti brněnské diecéze je 26. květen. Adorační den připadá na 25. prosince. Ve farnosti se pravidelně koná tříkrálová sbírka. V roce 2016 se při sbírce vybralo 21 601 korun. 
V roce 2013 a 2015 se farnost zapojila do projektu Noc kostelů.